# 阿洛特
阿洛特（Alot），是印度中央邦Ratlam县的一个城镇。总人口21522（2001年）。

## 人口
该地2001年总人口21522人，其中男性11065人，女性10457人；0—6岁人口3554人，其中男1803人，女1751人；识字率63.16%，其中男性为72.82%，女性为52.94%。